# Lophophora diffusa
Лофофора диффуза (лат. Lophophora diffusa), также известная как лже-пейот — растение в семействе кактусовые и один из двух видов рода Лофофора. Является эндемиком Мексиканского штата Керетаро.

## Описание
Кактус желто-зеленый. Как правило, отсутствуют четко выделенные ребра и борозды. Пучки волос, обычно, распространяется неравномерно. Цветки, как правило, беловато-желтовато-белые. 

## Распространение
Естественная среда обитания - склоны и русла рек, в тени различных кустарников и других растений. Считается уязвимым из-за очень малого ареала, небольшой численности особей, менее 3000 растений, и незаконного сбора. Его собирают незаконно, как энтеоген, путая с другим кактусом Лофофора Уильямса, содержащим мескалин. Используется в качестве декоративного растения.

## Химические свойства
В отличие от родственного кактуса Лофофора Уильямса, Лофофора диффуза не содержит мескалин, однако содержит алкалоид Pellotine.